# Pharidae
Pharidae é uma família de moluscos bivalves da ordem Veneroida. A ela pertencem três gêneros:
- Gênero Ensis
  - Ensis macha Molina, 1782
- Gênero Cultellus Schumacher, 1817
  - Cultellus pellucidus
- Gênero Phaxas Leach, 1852
  - Phaxas pellucidus (Pennant, 1777)